# Earls Court
Earls Court é um distrito no borough londrino de Kensington e Chelsea. É um distrito do centro da cidade centrada na estrada de Earls Court e ruas circundantes, localizado 3.1 milhas (5 km) a oeste sul-oeste de Charing Cross. Faz fronteira com os sub-distritos de South Kensington para o Oriente, West Kensington para o Ocidente, Chelsea para o Sul, e Kensington para o Norte. O distrito eleitoral do Earls Court tinha uma população de 9.659 segundo o Censo de 2001.
É o local do Earls Court Exhibition Centre, uma das maiores do país arenas indoor e uma sala de concertos populares. A arena albergará as competições de voleibol dos Jogos Olímpicos de Verão de 2012.
Os ex-residentes de Earls Court incluem Diana, Princesa de Gales, Freddie Mercury, Stewart Granger, Alfred Hitchcock, e Benjamin Britten. Moradores atuais incluem Gary Barlow. onde também ocorreu jogos de volei feminino e masculino

## Locais de filmes

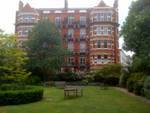
Kensington Mansions, Trebovir Road

- Os Kensington Mansions, no lado norte da Trebovir Road, foi o mansão misteriosa em Repulsion (1965), um filme do gênero terror psicológico dirigido por Roman Polanski, em que a reprimida sexualmente Carole Ledoux (interpretada por Catherine Deneuve ) tem um colapso mental. O filme ganhou o Prêmio FIPRESCI do Festival de Berlim mais tarde no mesmo ano.
- 64 Redcliffe Square é apresentado em Um Lobisomem Americano em Londres  (1981). O filme é um horror / comédia sobre dois turistas norte-americanos em Londres, que são atacados por um lobisomem que nenhum dos moradores admite existir. O apartamento na Redcliffe Square pertence a Alex (Jenny Agutter), uma enfermeira muito jovem que se apaixona por um dos dois estudantes universitários americanos (David Kessler).

## Atrações

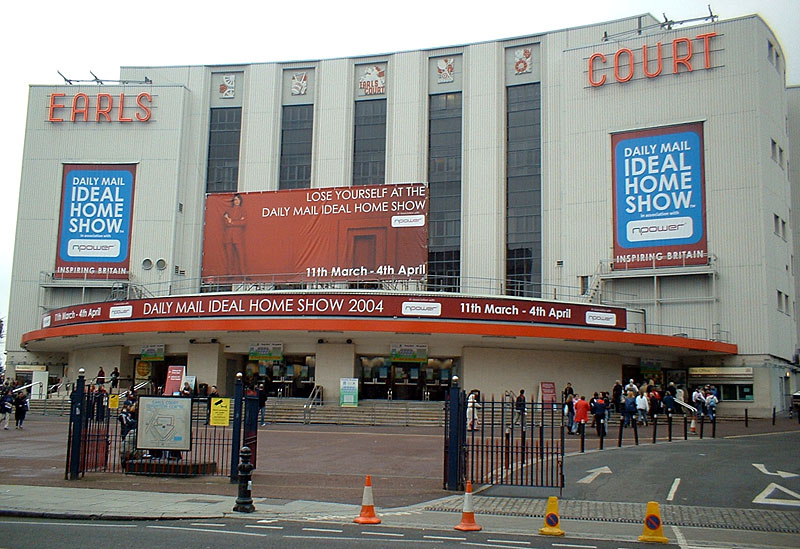
Earls Court Exhibition Centre

Earls Court está perto de Palácio de Kensington, Holland Park, Kensington Gardens / Hyde Park, Royal Albert Hall, Imperial College, o Natural History Museum (o Museu de História Natural, em Português), o Science Museum (o Museu da Ciência) e o Victoria and Albert Museum (o Museu Victoria and Albert).
A maior atração para os visitantes de Earls Court é o Earls Court Exhibition Centre, inaugurado no edifício actual, em 1937, com a sua impressionante fachada Art Deco de frente para Warwick Road. Uma nova entrada para Earls Court estação de metrô foi construída para facilitar o acesso fácil a o centro de exposições, incluindo uma entrada directa que costumava ligar o centro com as linhas District e Piccadilly através de um túnel subterrâneo para pedestres. Este túnel foi, porém, fechou na década de 1990. Por volta da mesma época, o centro de exposições foi ampliada com a construção de uma sala de exposições segundo, Earls Court 2. Earls Court 2 foi inaugurado em 1991 pela Diana, Princesa de Gales, que costumava ser um residente antigo Earls Court.
Em 2012, Earls Court Exhibition Centre foi uma das sedes para as Jogos Olímpicos de Verão de 2012, quando sediou a arena do Vôlei 28 julho - 12 agosto.
O multi-premiado Finborough Teatro, inaugurado em 1980, é teatro local do bairro.
O Troubadour é uma casa de café e uma pequena sala de concertos, que recebeu talentos emergentes desde 1954 - incluindo Bob Dylan, Jimi Hendrix e Elvis Costello. Em 2009, Les Routiers Reino Unido deu ao The Troubadour seu "melhor café do Reino Unido" prêmio.
Earls Court Village é o centro da comunidade britânica filipino. Perto da entrada Earls Court Road da estação de metro, há um grande número de restaurantes filipinos, supermercados filipinos, e os bancos filipinos.
Earls Court é também o único lugar no Reino Unido para ter uma vida real "TARDIS", assim chamada porque se assemelha a máquina do tempo da série de televisão Doctor Who, da BBC. A caixa azul da polícia em frente à estação Earls Court em Earls Court Road é na verdade uma réplica moderna dos tradicionais "signalboxes" policiais que antes eram uma visão comum no Reino Unido até início dos anos 1970. Usado como uma espécie de cabine telefónica especializada para policiais sobre a sua "beat", as caixas foram finalmente retiradas, com a introdução de rádios pessoais na força policial.